# Paulo Borges (quadrinista)
Paulo Borges é ilustrador, quadrinista e arte-educador brasileiro.

## Histórico
Paulo Borges iniciou a carreira em 1987,  fez parte do estúdio de Ely Barbosa, para a Editora Abril, ilustrou quadrinhos Disney e Os Trapalhões Para a Globo Livros, ilustrou livros da série Sítio do Picapau Amarelo de Monteiro Lobato No mercado norte-americano, ilustrou uma série limitada de Space Ace publicada em 2003 pela editora CrossGen, jogo de videogame em laserdisc, que teve design do animador Don Bluth, a minissérie foi roteirizada por Robert Kirkman.
Ao lado de Gustavo Machado, ilustrou as histórias de Zózimo Barbosa, personagem criado pelo roteirista Wander Antunes, as histórias foram reunidas no álbum O corno que sabia demais (Ediouro/Pixel, 2007).
Em 2017, lançou uma campanha de financiamento coletivo no Catarse para publicar a graphic novel Bilhetes, que contou com seis histórias todas com roteiros de Marcelo Marchi desenhos de Paulo Borges, Jean Diaz, Laudo Ferreira Jr., Marco A. Cortez, Augusto Minighitti e Julius Ohta. No ano seguinte, o álbum ganhou o Prêmio Angelo Agostini em duas categorias: "melhor lançamento independente" (entregue a Paulo Borges) e "melhor roteirista" (entregue a Marcelo Marchi).
Além de iustrações, Paulo Borges atua como arte-educador em Jundiaí, onde reside atualmente.